# Distretto di Savran'
Il distretto di Savran' (in ucraino Савранський район?, Savrans'kyj rajon era un distretto dell'Ucraina situato nell'oblast' di Odessa; aveva per capoluogo Savran'. La popolazione era di 19.143 persone (stima del 2015). Il distretto fu costituito nel 1923 ed è stato soppresso in seguito alla riforma amministrativa del 2020.